# Tallaght Stadium
Het Tallaght Stadium (Iers: Staid Thamhlachta) is een multifunctioneel stadion in Tallaght, bij Dublin, in Ierland. Het stadion wordt vooral gebruikt voor rugby- en voetbalwedstrijden, de voetbalclub Shamrock Rovers maakt gebruik van dit stadion. In het stadion is plaats voor 8.600 toeschouwers. Het stadion werd geopend in 2009. Het is gerenoveerd in 2011 en 2017.
In 2019 werd van dit stadion gebruik gemaakt voor het Europees kampioenschap voetbal mannen onder 17. 
Dalymount Park (Bohemian FC) ·
Finn Park (Finn Harps FC) ·
Oriel Park (Dundalk FC) ·
Richmond Park (St. Patrick's Athletic FC) ·
Ryan McBride Brandywell Stadium (Derry City FC) ·
Showgrounds (Sligo Rovers FC) ·
Tallaght Stadium (Shamrock Rovers FC) ·
Tolka Park (Shelbourne FC) ·
Turners Cross (Cork City FC) ·
Waterford Regional Sports Centre (Waterford FC)
Athlone Town Stadium (Athlone Town FC) ·
Bishopsgate (Longford Town FC) ·
Carlisle Grounds (Bray Wanderers AFC) ·
Eamonn Deacy Park (Galway United FC) ·
Ferrycarrig Park (Wexford FC) ·
St. Colman's Park (Cobh Ramblers FC) ·
Stradbrook Road (Cabinteely FC) ·
Tallaght Stadium (Shamrock Rovers FC II) ·
UCD Bowl (University College Dublin AFC) ·
Head in the Game Park (Drogheda United FC) ·